# Бром
Бром (из грч. βρῶμος, brómos, снажан мирис) јесте хемијски елемент са симболом Br и атомским бројем 35. Спада у групу халогених елемената (VIIA група). Елемент су, независно један од другог, открила двојица хемичара Антуан Жером Балар и Карл Јакоб Левиг 1825-1826. године. Елементарни бром је испарљива црвено-смеђа течност при собној температури, врло корозивна и отровна. Његове особине, условно речено, су између хлора и јода. Чисти бром се не налази у природи, већ углавном у виду безбојних, растворљивих кристалних халидних минералних соли, аналогно кухињској соли.
Бром је ређи од око три четвртине других елемената у Земљиној кори. Велика растворљивост јона бромида узрок је његове акумулације у океанима, а комерцијално елемент се може врло лако издвојити из слане воде. Међу највећим произвођачима брома налазе се САД, Израел и Кина. У 2007. светска производња брома износила је око 556 хиљада тона, што је приближна количина произведеног магнезијума, који је далеко више распрострањен.
На високим температурама, органобромна једињења лако прелазе у слободне атоме брома, процес који има ефекат заустављања ланчаних хемијских реакција у којима учествују слободни радикали. Овај ефекат чини органобромна једињења корисним као ватроотпорна средства. Више од пола индустријски произведеног брома у свету сваке године потроши се у ове сврхе. Међутим, иста особина изазива да сунчево светло претвара нестабилна органобромна једињења у слободне атоме брома у атмосфери, па је уништење озонског омотача нежељени пратећи ефекат тог процеса. Као резултат, многа органобромна једињења, раније широко кориштена као пестициди и метил бромид, данас су забрањена. Једињења брома се данас још увек користе као флуиди при бушењу бунара, у фотографским филмовима те као интермедијарно средство у производњи многих органских једињења.
Дуго се веровало да бром нема неких есенцијалних функција код сисара, међутим новије студије показују да је бром неопходан за развој ткива. Осим тога, један од антипаразитских ензима у људском имунском систему има већу преференцију на бром од хлора. Органобромиди су неопходни и граде се ензиматски из бромида у неким нижим животним облицима у мору, посебно алгама, а пепео из морске траве био је и један од извора открића брома. Као фармацеутско средство, једноставни јон брома, –, има инхибиторске ефекте на централни нервни систем а соли бромида су у прошлости биле основни медицински седатив, пре него што су замењене лековима са краћим деловањем. Међутим, оне су и даље у употреби као антиепилептици.

## Историја
Бром су, независно један од другог, открила двојица хемичара Карл Јакоб Левиг и Антуан Жером Балар, 1825. i 1826. године.
Балар је пронашао једињења брома у пепелу морске траве из сланих мочвара код Монпељеа. Морска трава кориштена је за производњу јода, а такође је садржала и бром. Балар је дестилисао бром из раствора пепела морске траве засићеног хлором. Особине добијене супстанце биле су, условно речено, мешавина особина хлора и јода. По њима, он је покушао да докаже да је та супстанца заправо јод монохлорид (ICl), али није успео, те је затим био убеђен да је пронашао нови елемент који је назвао мурид, изведено из латинске речи muria, слана вода.
Левиг је изоловао бром из извора минералне воде у свом родном граду Бад Кројцнаху 1825. године. Он је користио раствор минералних соли засићених хлором, а бром је издвојио помоћу диетил етра. Након испаравања етра, преостала је смеђа течност. Помоћу ове течности као узорка за свој рад, Левиг се пријавио за место у лабораторији Леополда Гмелина у Хајделбергу. Међутим, објављивање резултата његових проучавања је каснило, па је Балар своје резултате објавио први.
Након што су француски хемичари Луј Никола Воклен, Луи Жак Тенар и Жозеф Луј Ге-Лисак проверили и одобрили експерименте младог фармацеута Балара, резултати су представљени у Француској академији наука и објављени у журналу Annales de Chimie et Physique. У својој публикацији Балар је навео да је променио име из muride у brôme по предлогу М. Англада. (Реч brôme (бром) је изведена из грчког βρωμος, снажан мирис.) Други извори наводе да је француски хемичар и физичар Жозеф Луј Ге-Лисак предложио име brôme због карактеристичног мириса паре. Све до 1860. бром се није производио у већим количинама.
Прва комерцијална употреба, осим неких мањих медицинских примена, била је кориштење брома за дагеротип. Године 1840. откривено је да бром има одређене предности у односу на раније кориштене паре јода за прављење слоја сребрних халида осетљивих на светлост, коришћених за дагеротипију.
Калијум бромид и натријум бромид користили су се као антиепилептици и седативи крајем 19. и почетком 20. века, све док их постепено нису заменили хлорни хидрати а потом и барбитурати. У првим годинама Првог светског рата, једињења брома попут ксилил бромида кориштена су као бојни отрови.

## Заступљеност
У природи бром је распрострањен у виду једињења. Најпознатији минерал брома је бром-карналит, KBr* 6 H2O. Растворени бромиди јављају се у неким сланим језерима и у морској води. Заступљен је у земљиној кори у количини од 0,37 ppm, углавном као нечистоћа у морском песку и у каменој соли. Бром се у већим количинама јавља у морској води (65 ppm). У оба случаја јавља се у виду соли натријум-бромида.
Откривен је 1826. године од стране A.J. Balarda и C. Lowinga.

## Једињења
Најпознатија једињења брома су: бромоводоник (HBr) - веома јака киселина, као и њене соли натријум бромид и калијум бромид. Велики значај у хемији имају његове флуоридне соли . Бромид сребра се масовно користи у фотографији.

### Органска
Као и други халогени, бром супституише водоник у угљоводоницима, ковалентно се везујући на угљеник. Попут свих халогена, C-Br производ ове супституције је генерално безбојан, ако је и одговарајуће C-H једињење такође без боје. Додавање ковалентно везаног брома повећава густину и подиже тачку топљења органским једињењима.
Органска једињења се бромирају било реакцијом адиције или супституције. Бром се електрофилно адира (веже) на двоструку везу алкена, преко цикличног бромонијум међупроизвода. У безводним растварачима попут угљеник дисулфида, ова реакција даје дибромна једињења. На пример, реакција са етиленом ће дати 1,2-дибромоетан. Бром такође улази у реакције електрофилне супституције са фенолима и анилинима. Када се користи као бромна вода, настају мање количине одговарајућег бромохидрина као и дибромско једињење. Због такве особине и реактивности брома, бромна вода се користи као реагенс за испитивање присуства алкена, фенола и анилина у узорку. Као и други халогени, бром учествује у реакцијама слободних радикала. На пример, угљеноводоници се бромирају деловањем брома на њих у присуству светлости.
Бром, понекад са каталитичким количинама фосфора, лако бромира карбоксилне киселине на α месту. Овај метод, познат и као Хел-Волхар-Зелински реакција, је основа комерцијалног начина добијања бромоацетатне киселине. N-бромосукцинимид се обично користи као замена за елементарни бром, јер се њиме лакше рукује, а реакција су доста блажа и стога селекетивнија.
Органски бромиди се често више преферирају у односу на мање реактивне хлориде и скупље реагенсе које садржавају јод. Стога се, на пример, органолитијумска и Григнардова једињења најчешће се генеришу из одговарајућих бромида. Одређена једињења брома сматрају се потенцијално штетним за озонски омотач а неки се биоакумулирају у живим организмима. Резултат тога, многи индустријска једињења брома се више не производе или су забрањена, а нека су планирана за забрану или је предвиђен прелазак на друга једињења без брома. Протокол из Монтреала у неколико наврата спомиње нека органобромна једињења која би се требала престати користити.

### Неорганска
Неорганска једињења брома имају разна оксидациона стања у распону од -1 до +7. У природи, бромиди (Br-) су далеко најчешће стање брома, а отклон од овог оксидацијског стања -1 је у потпуности због живих организама и интеракције бромида са биолошки произведеним оксидансима, попут слободног кисеоника. Као и други халогени, бромидни јони су безбојни и граде бројне безбојне јонске минералне соли, слично хлоридима. Бромидни јон је врло добро растворљив у води.
Примери једињења у којима је бром у различитим оксидационим стањима, приказани су у табели десно:
| Оксидациона стања брома | Оксидациона стања брома |
| ----------------------- | ----------------------- |
| −1                      | HBr                     |
| 0                       | Br 2                    |
| +1                      | BrCl                    |
| +3                      | BrF 3                   |
| +5                      | BrF 5                   |
| +5                      | BrO− 3                  |
| +7                      | BrO− 4                  |

Бром је оксидирајуће средство те ће оксидовати јодидне јоне до јода, а сам се редуковати до бромида:
Бром такође оксидује метале и металоиде до припадајућих бромида. Међутим, безводни бром је мање реактиван према многим металима од хидратног брома. Суви бром бурно реагује са алуминијумом, титанијумом, живом као и са алкалним и земноалкалним металима. Растварањем брома у алкалним растворима добија се мешавина бромида и хипобромита:
Овај хипобромит је „одговоран” за могућности избељивања које имају раствори бромида. Загрејавање ових раствора узрокује непропорционалну реакцију хипобромита дајући бромате, снажна оксидирајућа једињења врло слична хлоратима.
3 BrO−
 → BrO−
3 + 2 Br−

Насупрот начину добијања перхлората, пербромати се не могу добити помоћу електролизе него само реакцијом раствора бромата са флуором или озоном.
Бром бурно и експлозивно реагује са металним алуминијумом, дајући алуминијум бромид:
Са водоником у гасовитом стању, бром реагује дајући бромоводоник:
Бром реагује са јодидима алкалних метала у реакцији премештања. Ова реакција даје бромиде алкалних метала и производи елементални јод:
Бром гради оксиде опште формуле Br
2O
n (где је n = 1, 3, 5). Дибром оксид BrO
2, за разлику од ClO
2, не може се издвојити као чиста супстанца, већ се њено присуство може доказати само у виду реактивног међуједињења. Дибром оксид постојан је само на врло ниским температурама. У таквим условима, он је тамносмеђа, чврста супстанца, која се кристализује у облику игличастих кристала, док је у вакууму сублимирана супстанца, оштрог мириса сличног хлорном кречу.

## Биолошки значај
Бром је заступљен у човековом организму у количини од око 50 ppm, али он нема никакву битну улогу.
Паре брома оштећују слузокожу органа за дисање, а ако доспе на кожу бром прави ране које веома тешко зарастају. У великим количинама чист бром је веома отрован. Његова смртоносна доза износи 35 грама. Јони брома Br- су безопасни уколико њихова количина не прелази преко оне која је у морској води.

## Особине и примена
На собној температури чист бром је мркоцрвена течност оштрог, непријатног мириса, која лако испарава. Користи се у бројним хемијским реакцијама. Бром се употребљава и у фармацеутској и хемијској индустрији. У органској и аналитичкој хемији посебно је интересантан слаб раствор брома у води — бромна вода. То је течност наранџасте боје и користи се за доказне реакције код алкена/алкина и фенола. Уз помоћ бромне воде могуће је разликовати алкане (који имају све засићене везе) од алкена/алкина (који су незасићени). Наиме, алкени/алкини ће обезбојити раствор брома у води јер се бром адира на незасићене везе, а новонастало једињење је безбојно. Уколико се бромна вода дода неком раствору за који се претпоставља да садржи фенол, у раствору се гради бео талог који доказује присуство истог.

### Физичке
Елементарни бром постоји као двоатомски молекул, Br2. Он је густа, покретна, незнатно провидна, црвено-смеђа течност, која лако испарава при стандардним условима температуре и притиска дајући наранџасту пару (боја подсећа на азот-диоксид). Паре брома имају снажан, продоран и неугодан мирис, сличан хлору. Он је један од само два елемента у периодном систему за која се зна да су течни при собној температури (жива је други), мада се елементи цезијум, галијум и рубидијум топе на незнатно вишој температури од собне.
При притиску од 55 GPa (приближно 540.000 пута вишем од атмосферског), бром се претвара у метал. При још вишем притиску од 75 GPa његова кристална структура прелази у плошно оријентисану орторомпску. При притиску од 100 GPa бром прелази у просторно центрирану орторомпску једноатомску кристалну структуру.

### Хемијске
Бром је нешто мање реактиван од хлора, али много више од јода. Бром врло бурно реагује са металима, нарочито у присуству воде, дајући соли бромида. Такође, врло је реактиван са већином органских једињења, нарочито након излагања светлости, у условима у којима се дешава дисоцијација двоатомске молекуле у бромове радикале:
Он се лако веже са многим елементима и има јако избељивачко деловање. Бром је незнатно растворљив у води, али је врло добро растворљив у органским растварачима попут угљеник дисулфида, угљеник тетрахлорида, алифатичних алкохола и ацетатне киселине.

### Изотопи
Бром има два стабилна изотопа, 79Br (заступљеност 50,69%) и 81Br (49,31%). Познато је најмање 23 радиоактивних изотопа брома. Многи од тих изотопа су производи фисије. Неки од тежих изотопа брома, производа фисије, су емитери неутрона са одложеним деловањем, што је важно за могућност контроле рада нуклеарног реактора. Сви његови радиоактивни изотопи су релативно кратког животног века. Најдуже време полураспада има изотоп са најмањим бројем неутрона 77Br, око 2,376 дана. Најдуже живући изотоп са највећим бројем неутрона је 82Br, чије време полураспада износи 1,471 дан. Неки изотопи брома имају метастабилне изомере. Стабилни 79Br iма свој радиоактивни изомер са временом полураспада од 4,86 секунди. Он се распада изомерском транзицијом у стабилно основно стање.
Масени бројеви изотопа брома крећу се од 67 до 98Br. За један од њих, 67Br, није познато време полураспада. Времена полураспада шест изотопа од 95 до 98, те 68 и 69Br су краћа од једне микросекунде. Изотопи од 91 до 94 и 70 имају времена полураспада између микросекунде и секунде. Сви остали изотопи, осим два стабилна, имају времена полураспада од једне секунде до 57 сати. За стабилне изотопе 79 и 81Br нису измерена времена полураспада. Три најлакша изотопа брома (67 до 69Br) распадају се путем емисије протона. Изотопи од 70 до 78 распадају се било електронским захватом било емисијом позитрона. Изотоп 80Br те изотопи од 82 до 97 распадају се емисијом електрона. Изотоп 98 распада се емисијом неутрона.